# Aiguille de Bionnassay
L'Aiguille de Bionnassay (4.052 m) è una vetta alpina appartenente al Massiccio del Monte Bianco.

## Caratteristiche
La vetta si trova lungo la linea di confine tra l'Italia e la Francia ad ovest della vetta del monte Bianco.
La montagna ha una forma piramidale con tre creste (ovest, est e sud) e tre facce (nord, sud-ovest e sud-est). La linea di confine passa lungo le creste sud ed est, quindi solo la faccia sud-est è in territorio italiano. Le creste sono:
- cresta ovest: costeggia il ghiacciaio di Bionnassay per poi perdere quota in direzione nord-ovest;
- cresta est: collega l'Aiguille de Bionnassay al col de Bionnassay e quindi al Dôme du Goûter;
- cresta sud: collega l'Aiguille de Bionnassay al col de Miage e quindi ai Dômes de Miage in direzione sud-ovest.

I versanti sono:
- versante nord (francese): è ricoperto da un ghiacciaio facente parte del ghiacciaio di Bionnassay;
- versante sud-ovest (francese): si affaccia sul ghiacciaio del Miage francese;
- versante sud-est: è l'unico versante italiano, si affaccia sul ghiacciaio di Bionnassay italiano, che confluisce nel ghiacciaio del Miage.

## Salita alla vetta
La prima ascensione fu compiuta il 28 luglio 1865 da E. N. Buxton, Florence Crauford Grove e R. J. S. MacDonald con le guide Jean-Pierre Cachat e Michel Payot.
La via di salita più facile è la cresta sud dalla parte italiana partendo dal Rifugio Durier.

## Galleria d'immagini

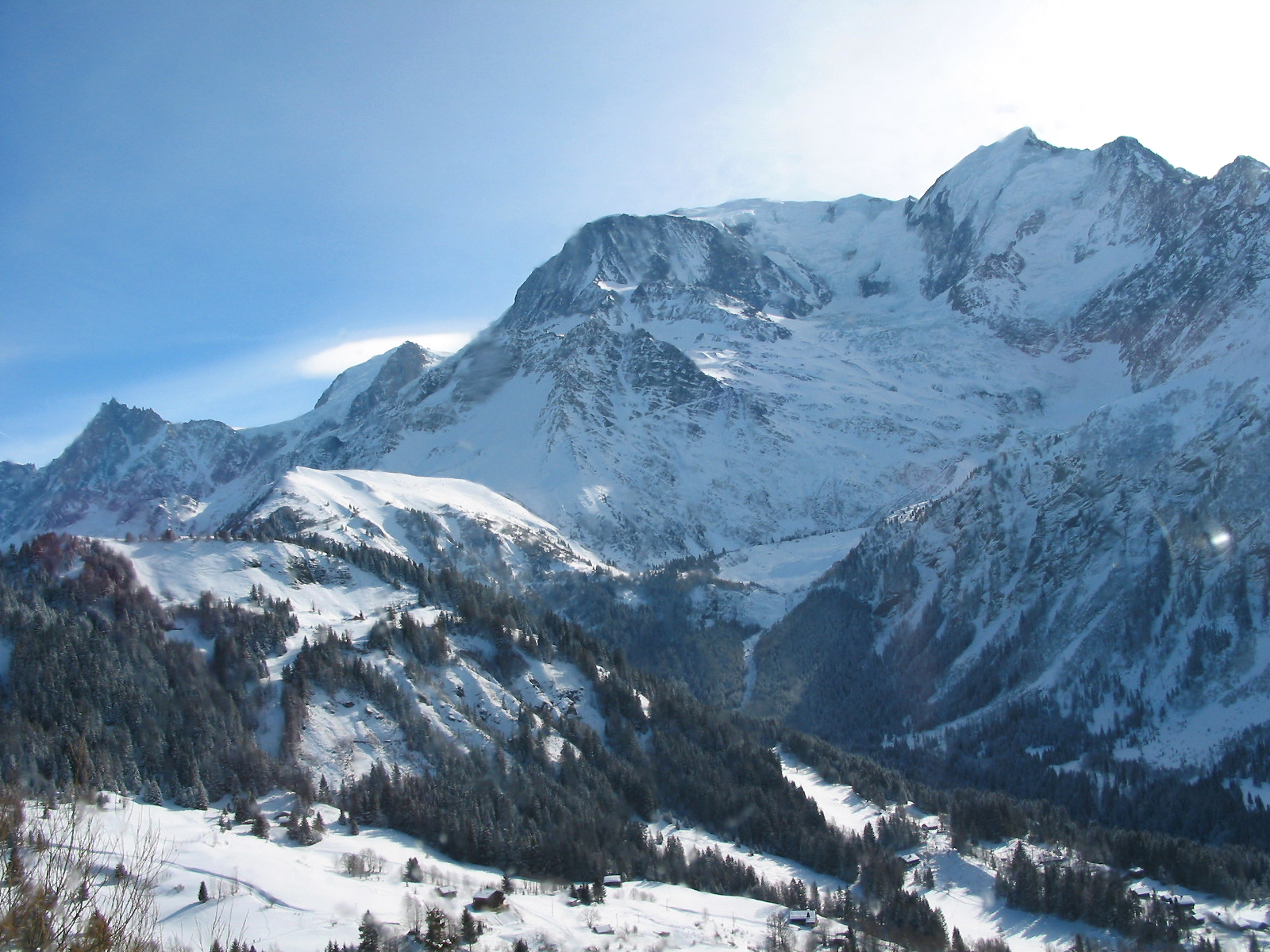
Il versante nord dell'Aiguille de Bionnassay
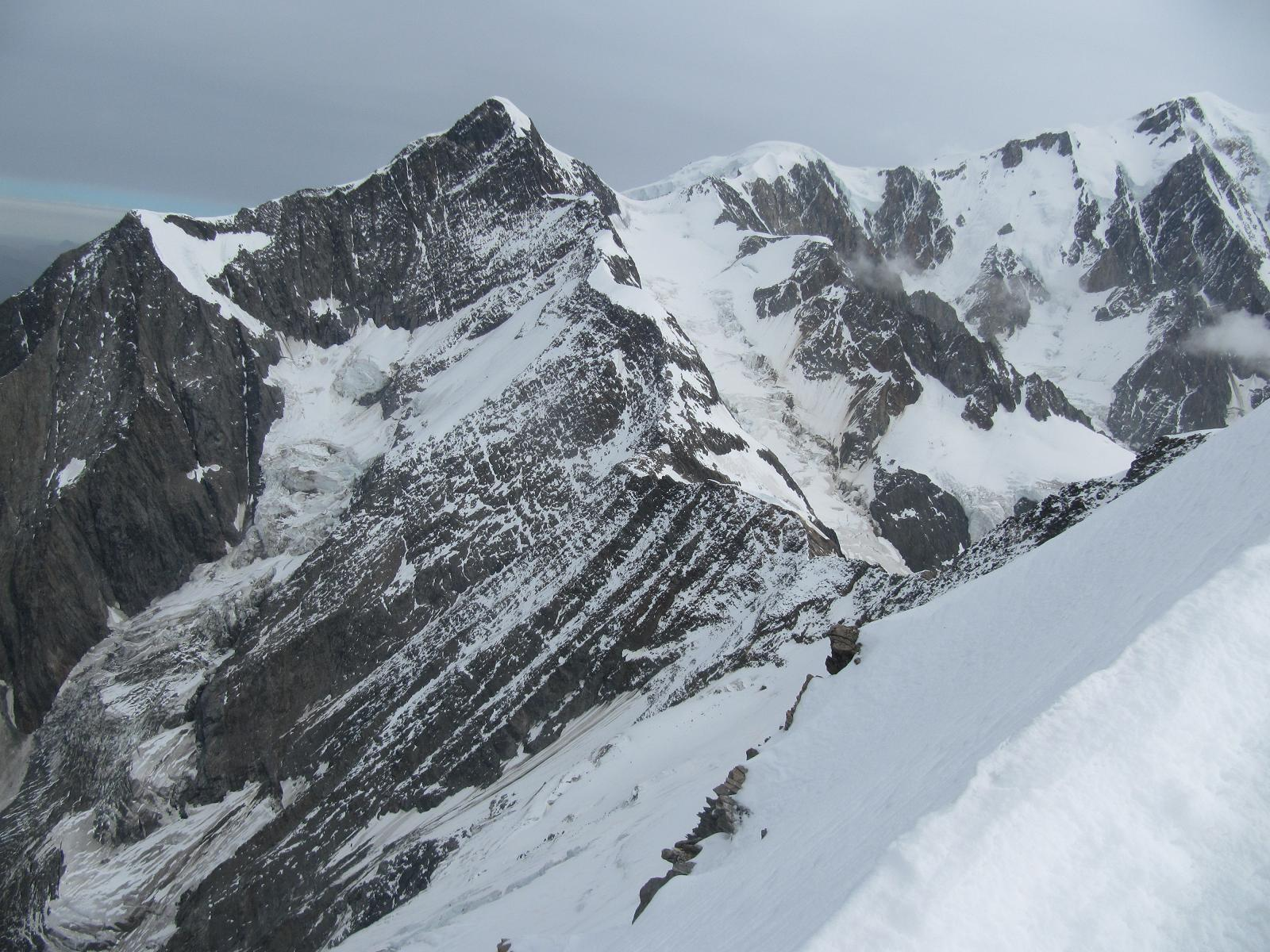
Il versante sud-ovest dell'Aiguille de Bionnassay, in primo piano il col de Miage
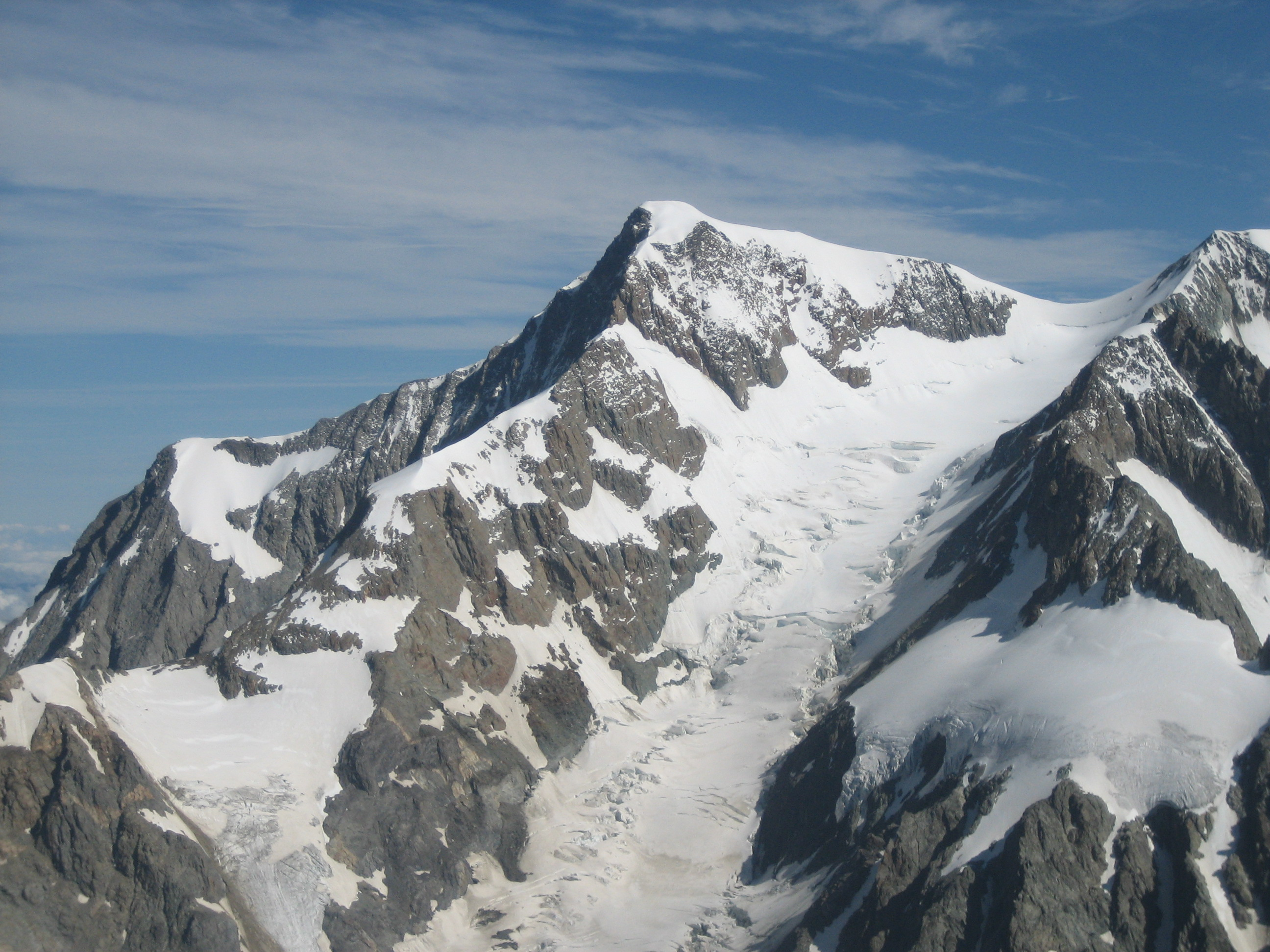
Il versante sud-est dell'Aiguille de Bionnassay, l'unico in territorio italiano
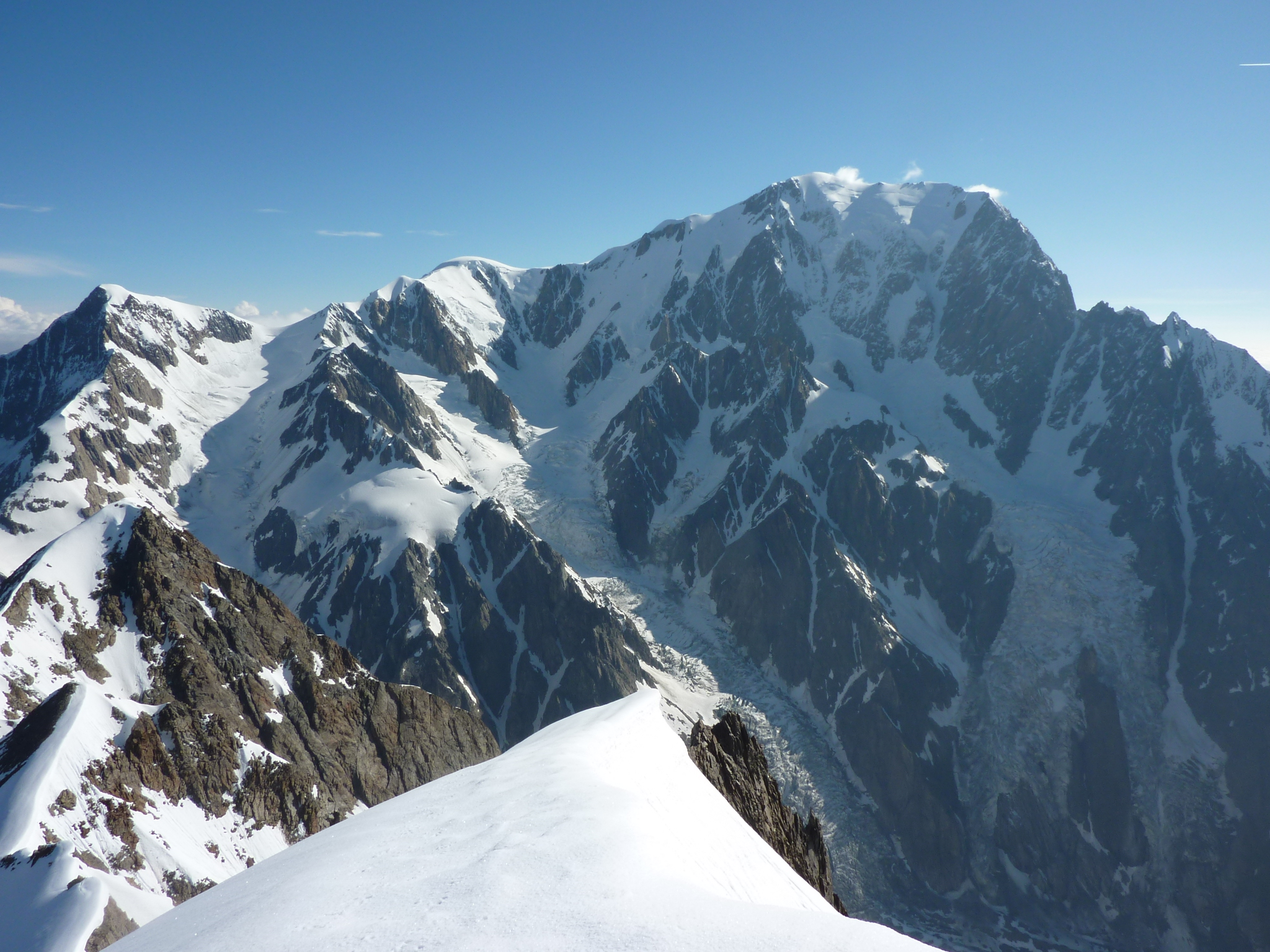
Da sinistra: l'Aiguille de Bionnassay, il col de Bionnassay, il Dôme du Goûter e il Monte Bianco.